# 华君武
华君武（1915年3月11日—2010年6月13日），别名华潮，男，祖籍江苏无锡，生于浙江杭州，中國漫画家，第一、二、三届全国人大代表，第五、六、七届全国政协委员。

## 生平
华君武祖籍江苏无锡荡口，1915年3月11日出生于浙江杭州。早年就读于浙江省立第一中学，其第一幅漫画就是于1930年在浙江省立一中的校刊上发表的。1933年，华君武到了上海并就读上海大同大学高中部。
1936年夏天，华君武在上海商业储蓄银行及中国旅行社担任初级试用助理职员。上海沦陷后，华君武在黄嘉音支助下于1938年8月秘密离开上海，辗转到达香港、广州、长沙、汉口、重庆、成都、西安等地，
1938年在延安期间，华君武从事抗日宣传并为《解放日报》画时事漫画。也开始形成其民族化、大众化的漫画风格，在此期间创作了大量革命宣传漫画，尤其以“蒋介石”的漫画形象成功，因此被哈尔滨国民党特务组织以“侮蔑领袖”的罪名列入暗杀名单。华君武最初在陕北公学学习，后来曾经担任鲁迅艺术学院研究员和教员。
1940年4月。华君武加入中国共产党。1945年6月，华君武参加鲁艺文工团并前往东北。1946年1月，华君武在《东北日报》担任文字记者，后来到文艺部负责时事漫画。
1949年12月起，华君武历任《人民日报》美术组组长、文艺部主任。1953年起，华君武兼任中国美术家协会秘书长并担任《人民文学》美术顾问。
1957年7月6日，华君武在《人民日报》刊出漫画《犹抱琵琶半遮面》，画面人物讽刺浦熙修，其琵琶上写有“罗隆基立场”五个字。1961年起，华君武开始在《光明日报》的“东风”副刊上发表“人民内部讽刺漫画”。
文化大革命期间，华君武因“人民内部讽刺漫画”受到批斗。
1979年，华君武当选中国美术家协会副主席。
1981年3月，华君武给补办的浦熙修治丧办公室写了一封道歉信：“我因有会议，不能去参加追悼会。但有一事请向她的家属转告。五七年反右时，我曾画过一幅漫画讽刺过她，这张漫画现在认识是错误的，也是不应当的，此事久压心头，趁此机会，只好向她的家属表示道歉了。”他是少数向浦熙修道歉的人。
1998年12月21日，中国美术馆在中国美术馆中央大厅举办华君武漫画展。2001年，华君武荣获全国美术专业最高奖——第一届中国美术金彩成就奖。
2010年6月13日上午9时，华君武因病在北京逝世，享年95岁。

## 职位
华君武曾任第一、二、三届全国人大代表，中国共产党第八次全国代表大会代表，第五、六、七届全国政协委员。另外有《人民日报》美术组组长、文艺部主任，中国美术家协会副主席，中国美术家协会秘书长、书记处书记、常务书记、副主席、顾问，中国文联委员、书记处书记等职务。

## 作品
漫画作品有《磨好刀再来》、《永不走路，永不摔跤》、《死猪不怕开水烫》、《假文盲》、《杜甫检讨》、猪八戒系列漫画等。出版作品集《华君武漫画选》、《华君武漫画》和《我怎样想和怎样画漫画》，以及讽刺诗、文学插图等二十四册。另外创作有动画电影脚本《骄傲的将军》、《黄金梦》等。并出版有自传《漫画一生》。

## 家庭
- 妻子宋琦
- 大儿子华端端
- 二儿子华方方